# Пасош Египта
Пасош Египта је јавна путна исправа која се држављанину Египата издаје за путовање и боравак у иностранству, као и за повратак у земљу.
За време боравка у иностранству, путна исправа служи њеном имаоцу за доказивање идентитета и као доказ о држављанству.

## Изглед
Египатски пасоши су тамнозелени, са египатским грбовима у средини предње корице. Испод грба је исписана реч пасош на енглеском и арапском језику, а изнад њега Арапска Република Египат. Пасош садржи 52 странице. Пасоши се отварају са десног краја, а странице су поређане с десна на лево.

## Издавање
Египатски пасоши се обично издају египатским држављанима на период од седам година. Да бисте поднели захтев за пасош, потребна је или египатска национална лична карта или компјутеризовани извод из матичне књиге рођених за особе млађе од 16 година. Жене морају да доставе доказ о свом брачном статусу. Уз документе сви кандидати морају доставити три најновије фотографије у боји.

## Захтеви за визу
Од 2024. године, египатски пасош је на 76. месту у светском рангу моћи пасоша. Носиоци пасоша могу да посете 18 земаља без визе и 46 земаља са визом по доласку.